# Кшиваниці (Лодзинське воєводство)
Кшиваниці (пол. Krzywanice) — село в Польщі, у гміні Льґота-Велька Радомщанського повіту Лодзинського воєводства.
Населення — 525 осіб (2011).
У 1975-1998 роках село належало до Пйотрковського воєводства.

## Демографія
Демографічна структура станом на 31 березня 2011 року:
|          | Загалом | Допрацездатний вік | Працездатний вік | Постпрацездатний вік |
| -------- | ------- | ------------------ | ---------------- | -------------------- |
| Чоловіки | 260     | 54                 | 167              | 39                   |
| Жінки    | 265     | 54                 | 144              | 67                   |
| Разом    | 525     | 108                | 311              | 106                  |